# 羥考酮/乙醯胺酚
羥考酮/乙醯胺酚（Oxycodone/paracetamol 或 oxycodone/acetaminophen）是阿片类药物羟考酮与对乙酰氨基酚（乙醯胺酚）组合的口服複方藥，商品名泰勒宁（Tylox）等。用于治疗中度至重度的短期疼痛。有速释和缓释两种剂型。 
常见副作用包括恶心和头晕。其他副作用可能包括成瘾、嗜睡、瘙痒、便秘、过敏反应、低血壓和呼吸减慢。孕期使用可能会造成婴儿發生新生儿阿片類物質戒斷症候群。
此複方药于 1976 年在美国取得醫療使用許可。在美国，属于二级管制物质。它是一种通用名药物（學名藥）。